# 332.ª Divisão de Infantaria (Alemanha)
A 332ª Divisão de Infantaria (em alemão:332. Infanterie-Division) foi uma unidade militar que serviu no Exército alemão durante a Segunda Guerra Mundial.

## Comandantes
| Comandante                           | Data                                         |
| ------------------------------------ | -------------------------------------------- |
| Generalleutnant Heinrich Recke       | 14 de novembro de 1940 - 6 de agosto de 1941 |
| Generalleutnant Hans Keßel           | 6 de agosto de 1941 - 7 de dezembro de 1942  |
| General der Infanterie Walter Melzer | 7 de dezembro de 1942 - 1 de janeiro de 1943 |
| Generalleutnant Hans Schäfer         | 1 de janeiro de 1943 - 5 de junho de 1943    |
| Generalmajor Adolf Trowitz           | 5 de junho de 1943 - 12 de agosto de 1943    |

## Oficiais de operações
| Major Dr. phil. h.c. Otto Wagener | janeiro de 1941 - janeiro de 1943 |
| Oberstleutnant Ludwig Hane        | janeiro de 1943 - ? 1943          |

## Área de operações
| Silésia                    | novembro de 1940 - agosto de 1941  |
| França                     | agosto de 1941 - fevereiro de 1943 |
| Frente Oriental, setor sul | fevereiro de 1943 - agosto de 1943 |